# Zelandobius inversus
Zelandobius inversus är en bäcksländeart som beskrevs av Mclellan 1993. Zelandobius inversus ingår i släktet Zelandobius och familjen Gripopterygidae. Inga underarter finns listade i Catalogue of Life.